# Kacsóh Cecília
Kacsóh Cecília (Budapest, 1959. március 11.–) magyar textilművész.

## Élete
Kacsóh Cecília Budapesten született zenész családban: apja Kacsóh János, anyja Eisemann Erzsébet. Apai nagyapja volt Kacsóh Pongrác, a János vitéz szerzője, anyai nagyapja volt Eisemann Mihály, aki olyan népszerű operetteket írt, mint az Én és a kisöcsém, a Fekete Péter vagy a Bástya sétány. 1977-ben érettségizett a Szentendrei Ferences Gimnáziumban. Művészeti tanulmányokat szakkörökön, mestereknél, autodidakta módon végzett. Először kerámiával foglalkozott, Inámi Bolgár Judit szobrász és keramikusművész várbazári műtermében végezte kerámia tanulmányait. Később a textilművészet felé fordult, melyben mentorai voltak Szenes Zsuzsa és Preiser Klára textilművészek. Férje Mátyássy László szobrászművész, gyermekeik Mátyássy Áron film- és televíziórendező, forgatókönyvíró, Mátyássy Bence színész és Mátyássy Jónás fotóművész. Férje szobrászati tanulmányai folytán Varsóban  töltöttek két évet, majd hazatérve 1984-től tíz évig a Balaton-felvidéken, a Szent György-hegyen éltek a hagyománykeresés jegyében. Célja a hiteles hagyomány kutatása, s nagy hatással volt rá a középkori és a régebbi kultúrák művészete. 1994-től újra Budapesten laknak. 1997-től a Magyar Alkotóművészek Országos Egyesülete (MAOE) textilszakosztályának tagja.

## Munkássága
Geometrikus és organikus absztrakt elemekből építkező formavilágát monochrom és polichrom hímzett textilképekben, grafikákban, festményekben valósítja meg. A hagyományos hímzési technikák a saját tervek kivitelezése során új jelentést kapnak. Rendszeresen szerepel csoportos és egyéni kiállításokon. Munkái fellelhetők magyar és külföldi magángyűjteményekben.
Többféle művészeti ágban alkot – grafika, színes rajz, hímzés –, melyek között természetesen áramlik az alkotói szándék és stílus. Kompozícióiban gyakoriak a vallási alakok (pl. Assisi Szent Ferenc, Szent György), és számos liturgikus textíliát készített. A madárfigura visszatérő szimbolikus motívum műveiben. Kopt textilművészet, rekeszzománcok, ókeresztény mozaikok hatása érződik formahasználatán és színharmóniáján. Grafikáinak dátumozása és szellemes, ironikus címadása vizuális naplóként is olvashatóvá teszi a műveket, bepillantást engedve a művész intim világába.

## Egyéni kiállítások (válogatás)
- 1998: Gols, Ausztria (Mátyássy László szobrászművésszel, Korényi János festőművésszel, Raffay Dávid szobrászművésszel)
- 1998: BÁV Kortárs Galéria, Budapest
- 1998: Duisburg, Németország (Mátyássy László szobrászművésszel, Korényi János festőművésszel)
- 1998: Szín-Tér, Járdányi Pál Zeneiskola, Tapolca (Korényi Jánossal és  Mátyássy Lászlóval, megnyitotta: Somogyi Győző)[2]
- 1998: Bencés Gimnázium galériája, Pannonhalma (Mátyássy Lászlóval, megnyitotta: Vásárhelyi Anzelm)[3]
- 1999: Gols, Ausztria (Mátyássy László szobrászművésszel, Korényi János festőművésszel)
- 1999: Eisenstadt, Ausztria (Mátyássy László szobrászművésszel, Korényi János festőművésszel, Raffay Dávid szobrászművésszel)
- 2001: Gyöngyös (Korényi Jánossal és  Mátyássy Lászlóval, megnyitotta: Bilku Roland Szergij)[4]
- 2004: Szentendre (megnyitotta: Budai Rita)
- 2004: Párizs, Magyar Intézet (Mátyássy László szobrászművésszel)
- 2005: Vászoly (Mátyássy László szobrászművésszel, megnyitotta: Somogyi György művészettörténész)
- 2005: Törökbálint
- 2006: Rodin Galéria, Szentendre (Mátyássy László szobrászművésszel)
- 2007: Isaszeg (Mátyássy László szobrászművésszel)
- 2008: Színhely Galéria, Budapest (megnyitotta: Korényi Kinga ötvösművész)
- 2010: Érzékeny szívű nő, Svetits Gimnázium, Debrecen (megnyitotta: Terdik Szilveszter)
- 2013: Szimbólumok, Várnegyed Galéria, Budapest (Mátyássy László szobrásszal, megnyitotta Dávid Katalin művészettörténész)
- 2015: Csendes hullámzás, Szegedy Róza Ház, Badacsony (Mátyássy László szobrászművésszel, megnyitotta: Budai Rita művészettörténész)
- 2016: Csendes hullámzás 2., Szegedy Róza Ház, Badacsony (Mátyássy László szobrászművésszel)
- 2016: tusrajz kiállítás, Kiskép Galéria, Ars Sacra Fesztivál[5]
- 2019–2020: Trilógia, Csepel Galéria, Budapest (Mátyássy Lászlóval és Inámi Bolgár Judittal,megnyitotta: Mátyássy László)[6]
- 2021: Tengely, B32 Galéria, Budapest (Mátyássy Lászlóval, megnyitotta: Kálmán Peregrin OFM)[7]

- 2025: Virágvasárnap, Szent László Közösségi Ház, Budapest
- 2025: Szent Csend, EWTN Galéria, Budapest

## Csoportos kiállítások (válogatás)
- 1996: Dunedin, Új Zéland
- 1997: Diszel, Első Magyar Látványtár
- 1999: Pelsó '99: Ezredvég Pannóniában, Országos kerámia- és textilkiállítás (Keszthelyi Balaton Múzeum, megnyitotta: Bakonyvári M. Ágnes)[8]
- 2000: Keszthely
- 2002: Diszel, Első Magyar Látványtár
- 2003: Szakralitás a művészetben, Budapest, Ars Sacra
- 2003: Kéz–Mű Kiállítás és Vásár, Budapest, Iparművészeti Múzeum
- 2004: Balaton – Pelso – Plattensee, Budapest, Nádor Galéria
- 2004: Belvárosi Művészek társasága (Nádor Galéria, Budapest)[9]
- 2005: Művészpénz, Párizs Magyar Intézet
- 2006: Nantes, Franciaország
- 2006: Szentendre, Szerb Egyházi Múzeum
- 2006: Kavicskör, Majk
- 2006: Diszel, Első Magyar Látványtár
- 2007: Budapest, Szent Mihály kápolna, Ars Sacra
- 2008: Budapest, Szent Mihály kápolna, Ars Sacra
- 2009: Kavicskör, Törökbálint, Faluház
- 2010: Budapest, Szőlőtő Galéria
- 2010: Prolog Csoport és a Kavicskör, Budapest, Zikkurat Galéria
- 2011: VII. Könyv–tárgy biennálé, Pécel, Ráday Kastély
- 2012: Liturgia és művészet, Róma, Római Magyar Akadémia
- 2015: Harmónia, Szentendre Művészetmalom
- 2016: Szavakban leírhatatlan, Budapest, Párbeszéd Háza
- 2018: VII. Karácsonyi Tárlat: Az ünnep, Budapest, Vizivárosi Galéria, Első Magyar Látványtár
- 2024: XII. Kortárs Keresztény Ikonográfiai Biennálé: Prófécia, Kecskemét, Cifrapalota